# أور شاليت
أور شاليت هو مركز المرشدات وفتيات الكشافة الدولي ويعتبر واحدا من خمسة مراكز عالمية للجمعية العالمية للمرشدات وفتيات الكشافة. وتوجد مراكز آخرى وهي الآخر كابانا، سانجام،وباكس لودج وغيرها. أور شاليت هو خارج آدلبودن، في أوبرلاند سويسرا. يقع في جبال الألب في بيرن، حوالي 1350 متر (4430 قدم) فوق مستوى سطح البحر.

## روابط خارجية
- كلمات وتسجيل "لدينا شاليه كلمات"
- جائزة تراث هيلين سترو لكشافة الفتيات في الولايات المتحدة الأمريكية

‌